# 皇民化運動
皇民化運動，即日本化運動，指1937年至1945年期間，大日本帝国在其統治区域内推行的一系列战时国民精神动员和同化政策。这些政策旨在通过精神动员和文化统合强化戰時體制，在全帝国范围内塑造效忠天皇、愿为战争献身、完全認同并服从于大日本帝國政府統治與皇国体制的「皇国民」，并使异文化群体同化為完全的日本人，以便为其总体战的目标服务。主要影響地包括日本本土、琉球、臺灣、朝鮮、與滿洲等地。發起人主要有日軍軍部、右翼內閣大臣等。

## 「皇民」語源
在中国古代文献中，「皇民」特指中國傳說中三皇時代的先民。例如東漢《申鑒》謂「皇民敦，秦民弊，時也」。
日本文獻中，「皇民」則出《續日本紀》第37卷桓武天皇延曆2年（783年）的勅言：「同曰皇民，豈合如此。」而大日本帝國所推行之皇民化運動，其「皇民」二字乃是取「天皇的臣民」之意。

## 各地舉措

### 琉球和日本本土
17世紀開始琉球國遭受薩摩藩的入侵，並長期受到薩摩的干預，變相成為薩摩藩的屬國。1871年日本明治政府實施「廢藩置縣」，琉球王國歸屬鹿兒島縣管轄，儘管同時琉球也自稱為大清藩屬；1872年日本廢除琉球王國，將其改制為「琉球藩」（「第一次琉球處分」）。1871年，宮古島島民54人漂流到臺灣八瑤灣，因被視為入侵者，遭到斯卡羅王國高士佛社依習慣法處決，是為八瑤灣事件。1874年，日本以搜查犯罪、保民義舉為由，出兵台灣，史稱牡丹社事件或台湾出兵。1879年，明治政府廢除琉球藩改置沖繩縣，是為「第二次琉球處分」。1871-79年間的兩次「琉球處分」，大清國對於日本單方面處置琉球問題提出數次抗議與外交交涉，但1894年的甲午戰爭失利後，日本領有琉球全域成為定局。
琉球的王族或士族原本同时拥有唐名（姓+讳）与和名（家名+称号+名乘）与琉球式姓名（唐姓+名乘）。琉球被并入日本后，唐名失去正式地位，和名逐渐成為正式姓名。
琉球处分后，明治政府初期采取“旧惯温存”政策，为避免引起琉球旧贵族阶层的反弹，未在冲绳县同步实施正在其他地区推行的政治改革(如地租改正、市町制、议会选举等)。这种政策使冲绳在制度上处于明显的落后地位，强化了冲绳人的被差别意识，反而激发了冲绳内部强烈的同化愿望和赶超意识。反对琉球王国旧统治阶层的冲绳知识分子积极提倡"日琉同祖论"，从内部主动推动与日本的同化，视其为民族自救的手段。
1895年后，随着清朝在甲午战争中战败，冲绳最坚定的保守派——亲清派失去影响力，民间的社会气氛进一步发生变化。日本政府也不再担心清朝的影响，“旧惯温存”政策被废除。
從明治末期到昭和中期，日本政府強力推行標準語普及運動，在學校禁止使用琉球語，使用琉球語的學生會被掛上具備羞辱意味的方言札。
1937年，近卫内阁设立“国民精神总动员中央联盟”，负责统筹全国的精神动员工作，涉及教育改革、思想统制、生活改造等多个方面。1940年更成立了"大政翼赞会"，通过整合各种社会组织来深入和强化对社会和民众的控制和动员。
在教育领域，1941年颁布的《国民学校令》将小学改称为“国民学校”，在教育宗旨上强调“皇国民的锻炼”。学校每日举行早会时必须向皇居遥拜、诵读《教育敕语》等天皇制意识形态符号，课程设置也更加强调忠君爱国思想的培养。同时，学校还会定期组织学生参与神社参拜、劳动奉仕等活动。
在社会动员方面，日本政府通过大政翼赞会等组织在全国建立町内会和部落会制度，将其作为基层行政单位。这些组织负责定期召开会议、传达和学习政府政策和精神指示，并监督居民的思想言行。同时推行"邻组"制度，将10户左右的居民编为一组，强化相互监督。在宗教方面，政府加强了对神社的管理，要求民众定期参拜神社。神道教被确立为国教，其他宗教活动受到严格限制。神社参拜被视为"皇民"的重要义务，体现对天皇的崇敬。1938年《国家总动员法》实施后，政府对新闻报道实施严格管控，所有报纸、电台需传达国家意志，电影作品也需通过政府审查，确保传播的内容都符合“国民精神”和皇民化的要求，杜绝异议声音。在生活改造方面，日本政府提倡节约、勤劳等"皇国民美德"，鼓励穿“国民服”（简化军装风格的衣物），女性改穿“もんぺ”（宽松裤）以示节约精神。

### 臺灣
1894年清日甲午戰爭爆發，隔年大清帝國戰敗後，與大日本帝國簽訂馬關條約，割讓台灣及其附屬島嶼予日本。日本在接收過程中遭到台灣民眾的強烈抗拒，包括地主、佃農及台灣原住民族等紛紛發起對抗，要求日本當局放棄佔領台灣，是為乙未戰爭。台灣官紳丘逢甲等人成立台灣民主國，推舉末代台灣巡撫唐景崧為台灣民主國大總統，但在日清兩國完成台灣交接而日軍尚未進入臺北城之前，丘、唐等人即已逃回大清國。1895年6月17日，首任台灣總督樺山資紀於臺灣布政使司衙門舉行「始政式」，宣布在台始政，台灣進入日治時期。
台灣總督府統治台灣後，將台灣住民依據族群關係大致分為三種：內地人（在台日本人）、本島人（台灣漢人）及蕃民（原住民），社會地位及權利以內地人最優越。總督府首先著手推動日本語教育，但同時尊重台灣舊有的風俗習慣，容許台灣語（閩南語）、廣東語（客語）、台灣文化與日本文化並存的政策。
自1936年8月日本確定南進政策，開始將台灣視為「南進政策」的基地，提升台灣的工業水準、發展軍需工業。此後一直到二次大戰結束的1945年為止，日本在台灣的殖民統治邁向了另一個階段，本時期可以稱為「皇民化時期」，是文官總督時代「內地延長主義」的強化版，以應對日本發動大東亞戰爭後全國逐漸進入戰時體制的需要。
1937年盧溝橋事變及日中戰爭的全面爆發，中華民國向國際聯盟提起訴訟，隔年，國際聯盟同意各別加盟國對日實施經濟制裁，日本經濟轉趨困難。因應戰爭需求必須動員台灣人，以總督府為首帶領地方政府及民間團體開始皇民化運動，除了取消原來允許的社會運動外，也積極從精神上同化台灣人的民族意識，「匡勵」漢民族及原住民原有的生活型態與文化，大倡全面日本化，並全面動員徵召台人參與戰時工作。皇民化運動分成二階段進行。第一階段是1936年底到1940年的「國民精神總動員」，重點在於「確立對時局的認識，強化國民意識」。通過各種思想宣傳與精神動員，致力於消彌台灣人的祖國觀念，灌輸大日本臣民思想。第二階段是1941年到1945年的「皇民奉公運動時期」，主旨在徹底落實日本皇民思想，強調挺身實踐，驅使台灣人為日本帝國盡忠。日本人為強化組織功能，成立各種奉公會團體，台灣人民被迫參加，將運動推向社會的最基層。
皇民化相關事項年表
- 1936年（昭和11年）地方政府開始主導「正廳改善」運動。
- 1937年（昭和12年）4月，「台灣日日新報」漢文欄遭廢止。[9]。12月1日，台灣神職會發表「正廳改善實施要項」，規劃統一主導「正廳改善」運動，台灣家庭要安置神棚和供奉神宮大麻。台北州首先開始實施「國語家庭」制度。
- 1939年（昭和14年）5月19日，台灣總督小林躋造公布「皇民化、工業化、南進基地化」三原則。
- 1940年（昭和15年）2月11日，日本舉行「皇紀二六〇〇年記念式典」。同日，總督府修改戶口規則，許可台灣人更改姓名。
- 1941年（昭和16年）4月19日，「皇民奉公會」成立。
- 1945年12月，「台灣省人民回復原籍有姓名辦法」公布，計畫「祖國化」在皇民化運動下變更為日式姓名者。[10]

「正廳改善」運動
「正廳改善」為改變台灣傳統式廳堂配置及祭祀祖先習俗的運動。1936年（昭和11年）台南州東石郡鹿草的兩個村落進行「位牌燒卻儀式」，之後焚燒祖先牌位的運動開始擴散，此時總督府採取旁觀者的立場。 這項運動越演越烈，除了牌位之外，神像、佛像及掛軸等也成為被焚燒的對象。 為避免過度刺激台灣民眾，台灣神職會發表「正廳改善實施要項」，此要項採取較為穩健的方法，在台灣傳統的廳堂中心配置「神棚」（かみだな），使台灣民眾奉祀「注連繩」，並以皇民祭祀祖先的「祖靈舍」替換原本的祖先牌位。
「國語家庭」
「國語家庭」為各級地方政府為獎勵台灣人學習並使用日語所設立的制度。家族全員若是能夠說日語，可向各級地方自治體所設立的國語家庭審議會提出申請，審查通過成為「國語家庭」後，就能收到證書、獎章、「國語家庭」的門牌。 國語家庭除了可被視為榮譽外，也能得到許多優惠措施，如：「國語家庭」的兒童能夠進入程度較高的「小學校」及優先進入中等學校就讀；公家機關會優先採用「國語家庭」的成員；「國語家庭」較容易申請到各種營業許可。1942年（昭和17年）4月，全台灣有9,604戶「國語家庭」，總人數為77,679人，約佔當時台灣總人口1.3%。
臺灣總督府為推動皇民化運動，開始強烈要求台灣人說國語（日語），限制對原本語言的使用，推動對「國語家庭」（國語の家）的特惠政策；「寺廟整理」，裁併台灣傳統寺廟，放棄台灣民間信仰，鼓勵台灣人改信日本神道並參拜神社，同時也要每日向日本天皇的居所膜拜；發佈基於教育敕語的國家教育；要求一般人民對日之丸國旗的敬愛及齊唱《君之代》國歌。不過，台灣皇民化政策的強制性遠低於日本在朝鮮執行的皇民化政策。
此外，總督府也在1940年公佈更改姓名法，推動廢漢姓改日本姓名的運動，如：李登輝改名為「岩里政男」、邱創煥家改姓「岡田」。根據資料顯示，1941年底，全台人口中改姓名的約有1%左右，直到1943年底，雖然太平洋戰爭日趨白熱化，全台共有17,526戶改姓名，人數為126,211人，仍僅佔當時人口約2%。然而相較日本殖民朝鮮時期採強制性皇民化政策，台灣則是採申請許可制由個人加以選擇。在日本放送協會（NHK）製作的「JAPAN Debut」第一回 「亞洲的『一等國』」裡面，受訪曾改名的台灣人說，當時改名有一定規範，比如他姓林，雖然日本人也有「林」的姓氏，但是林姓人士一定要改為「大林」或「小林」等，不能維持原本漢姓。不過上有政策下有對策，為了保留過去漢姓痕跡，臺灣人改姓氏這方面也下了很多功夫。除了利用郡望或堂號直接創造姓氏者（如趙姓改為「天水」，林姓改為「西河」，王姓改為「太原」，陳姓改為「穎川」等），透過田野調查，還有如下的改法：
- - 拆字法：「林」改為「二木」（ふたぎ）或「双木」（なみぎ）；「黃」改為「共田」（きょうだ）或「廣內」（ひろうち）；「洪」改為「共川」（きょうかわ）或「三井」（みつい）；「李」改為「木子」（きし）或「尾季」（びき）；「白」改為「上泉」（かみいずみ）；「石」改為「岩下」（いわした）；「呂」改為「宮下」（みやした）；「尹」改為「伊東」（いとう）；「洛」改為「落下」（おちした）；「丁」改為「河東」（かとう）；「崔」改為「佳山」（かやま）；「簡」改為「竹間（ちくま）」；「宋」改為「十穴」（じゅうあな）；「周」改為「田口」（たぐち）；「沈」改為「欠川」 （かけかわ）；「顔」改為「須戶」（すど）；「吳」改為「矢口」（やぐち）；「許」改為「巳午」（みうま）等。
  - 同音法（日文同音）：「黃」改為「岸」（きし）或「木子」（きし）；「蔡」改為「佐井」（さい）；「謝」改為「四谷」（しや，非よつや）；「戴」改為「田井」（たい）、「張」改為「和利」（わり）等。
  - 明示法：「謝」改為「與謝野」（よさの）；「張」改為「張本」（はりもと）；「丁」改為「丁山」（ちょうさん/Chōsan）；「曾」改為「曾根」（そね）；「蘇」改為「蘇我」（そが）；「葉」改為「葉山」（はやま）；「江」改為「生江」（なまえ）；「胡」改為「大胡」（おおご）；「紀」改為「紀本」（きもと）；「莊」改為「本庄」（ほんじょう）；「高」改為「高家」（こうや/Kōya）或「高川」（たかかわ）；「武」改為「武田」（たけだ）等。
  - 暗示法：「高」改為「上端」（あがつま或かみはし）；「錢」改為「穴方」（あなかた）；「薛」改為「丁山」（ちょうさん）；「郭」改為「外城」（そとしろ）；「陳」改為「東城」（とうじょう或ひがししろ）；「楊」改為「小柳」（こやなぎ）；「藍」改為「青本」（あおもと）；「刘」改為「邦本」（くにもと）；「莊」改為「周本」（しゅうもと）；「魯」改為「孔井」（あない）；「湯」改為「伊佐」（いさ）；「秦」改為「宗政」（むねまさ）；「余」改為「長宗我部」（ちょうそかべ）等。

「皇民奉公會」
日中戰爭爆發之際，台灣總督府擔心台灣「臣民」心向中國大陸導致抗日意識高漲，因此加速推動以「國語」政策為主軸的「皇民化」政策。這個政策為第18任台灣總督長谷川清於1941年（昭和16年）所發起的「皇民奉公會」。「皇民奉公會」為積極推動皇民奉公運動的中心機關。「戰時下發揮國家總力，為增強戰力不留遺憾，國民積極協力與肩負時局的熱情」不可或缺，「包括內地人、本島人、高砂族之全島民......高揚戰鬥意志、實踐決戰生活、強化勤勞態勢、完備民防衛、推進健民運動」為目的的官方實踐運動。即是大政翼贊政治體制的強化，推進台灣人同化的皇民化有兩個目的：訓練台灣青年男女及展開產業奉公，以負起鞏固後方的任務。總裁為長谷川總督，總督府總務長官擔任中央本部長，其下設置總務、宣傳、訓練、文化、生活、經濟等各部會；地方組織以既有之州、廳、市、郡、街、等行政機關為窗口，設置奉公會支部、分會、區分會、集落會、奉公班，各級組織之主管以各級行政機關主管兼任。奉公會設置以下外部組織：奉公團、商會奉公會、產業奉公會、青年團、少年團等，全部台灣人因而成為奉公會的會員。這樣的官方運動在國家總動員體制下，一方面受到來自日本大正翼贊運動影響的同時，台灣也對戰時日本軍支配下的南洋各地產生影響，如：「爪哇奉公會」並沒有冠上「皇民」之名，而是以「全島民親和的內在實踐推進軍政施策，挺身完成做為大東亞共榮圈一環爪哇住民的聖戰使命」為目的，與「皇民奉公會」有許多共同點。
小結
由於戰爭規模不斷擴大，所需兵員越來越多，日本當局也在1942年開始在台灣實施陸軍特別志願兵制度、1943年實施海軍特別志願兵制度、並於1945年全面實施徵兵制。上戰場替軍隊勞動的軍伕，其家宅可貼上「榮譽之家」的字樣。榮譽之家的子弟，升學也會受到特別眷顧。

### 朝鮮半島

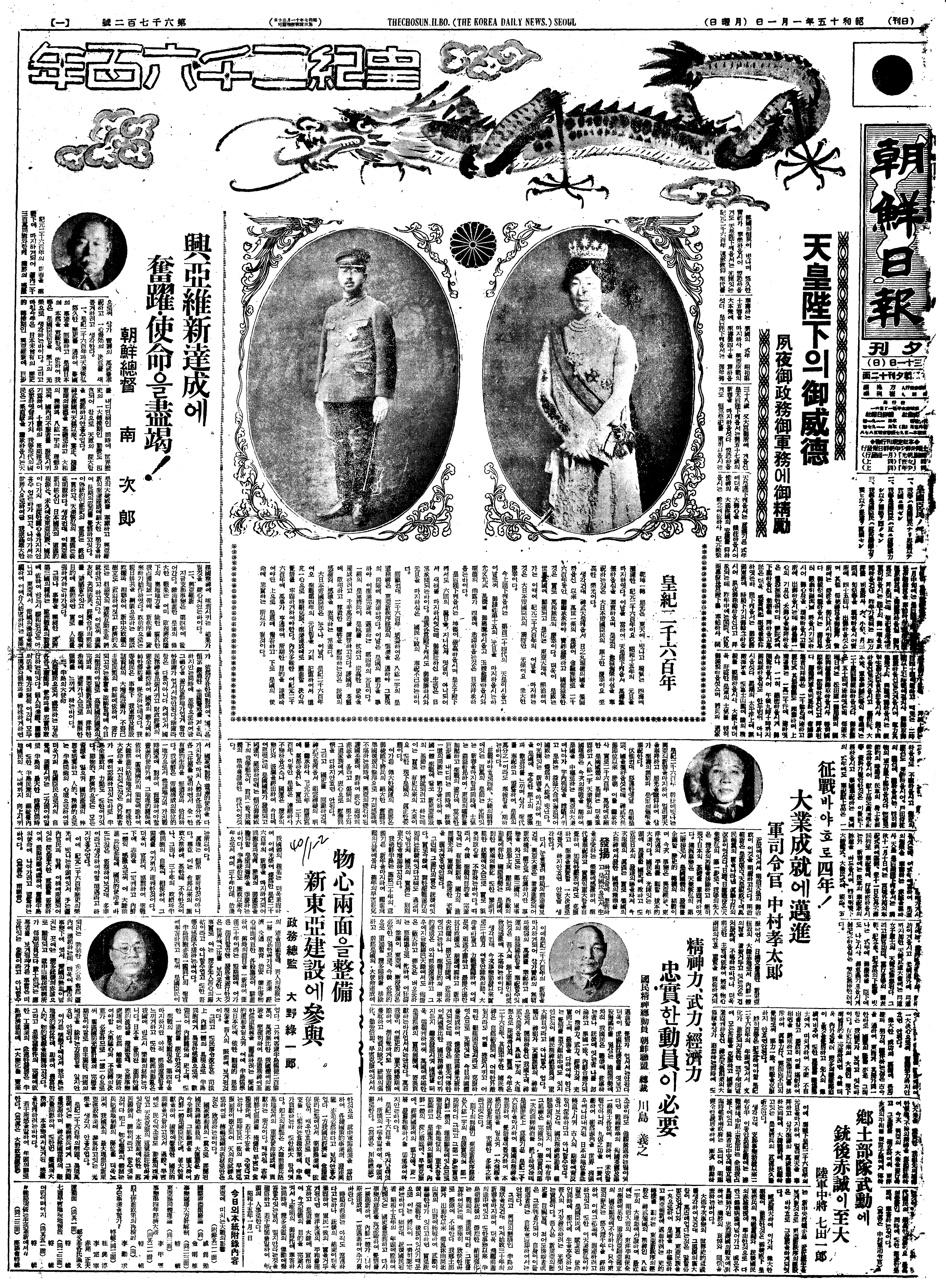
韓國報紙朝鮮日報1940.1.1

皇民化政策是日本為使朝鮮人成為「皇國的臣民」，忠誠於天皇而推進之政策，其目的在於對朝鮮人實施戰爭總動員，以參與日本發動之侵略戰爭。:140朝鮮總督南次郎說：「內鮮一體正是統治的最高指導目標。形態上、心靈上、血液上、肉體上都必須成為一體。」:140日本雖然已經擴大對華侵略規模，正式推進戰時體制，但單憑日本人之力量來應對戰爭卻是很吃力；因此有必要動員朝鮮人參加戰爭，為盡可能使朝鮮人自發加入戰爭，因而一再強調「內鮮一體」，即日本之「內」與朝鮮之「鮮」成為整體:140。
每天正午，朝鮮人都必須面向日本天皇所在之東京方向深深低頭行禮；所有學校學生每天都要在運動場上集合，向日本皇居所在之東方朝拜，還要背誦《皇國臣民誓詞》，即「宮城遙拜」:141。
為徹底達到「內鮮一體」之目的，日本殖民當局教育要求所有朝鮮人都能使用日語；學校裡不再教授韓語；1942年正式開展日常生活中使用日語:141。
從1940年開始，日本強制要求朝鮮人之姓名都必須改成日本式姓名，即創氏改名:141。

## 影響

### 琉球
相較於台灣，琉球在1870年代被并入日本版图，经历了更长时期的政治、教育和文化变迁。这一过程既包含政府自上而下的政策推动，也包含冲绳知识分子内发的同化志向。琉球处分后初期明治政府采取了“旧惯温存”的政策。但随着日本在甲午战争与日俄战争的胜利，当地社会思潮向“大和化”转变，日本政府也开始推行全面的同化政策和政治改革，具体举措包括通过中小学校推广标准语和忠君爱国精神、校内禁止方言和社会层面的风俗改良运动（鼓励和服或西服、禁止女性纹身）等等。
这些政策对当地的传统语言、文化和社会心理造成了巨大冲击。“方言”和琉球的传统文化风俗被视为落后的，而标准语和大和化被视为文明和现代的。再加之大众媒体的普及、人口流动、经济实用主义和琉球诸语缺乏书面标准化形式等诸多因素，至今僅剩少數琉球人能流暢使用琉球語。
现代琉球人/冲绳人的身份认同呈现复杂的状态，虽然大多認同日本，但这种认同也伴随着内在的矛盾意识和冲绳认同。儘管有獨立運動的存在，但未受到主流社會的支持。甚至，中國對琉球獨立運動的評論和支持，有可能引來沖繩民眾的反感。依據沖繩當地學者所做民調，有89%的沖繩人「對中國沒有好印象」。

### 臺灣
皇民化運動弱化臺灣閩南人對閩南語臺灣話文的識讀，加上戰後中華民國政府長期實行的國語運動，致使許多臺灣閩南人以閩南語臺灣話朗讀漢字書面文產生困難。
戰後的中華民國政府因曾與日本交戰之歷史因素，對皇民化運動持嚴厲的批判態度，並推行了一系列包括國語運動在内的去日本化運動，希望去除日本文化影響，使台灣人重新中國化。至今「皇民」仍是中國民族主義或統派人士對親日人士的侮辱性詞彙。此外，中華民國政府同樣借鏡日本皇民化運動的一些措施，例如：強迫台灣原住民族將其姓名全部改為漢姓漢名，以宰制公務機關用人的壓力迫使公務人員加入中國國民黨成為黨員，同樣較有升遷機會等。
然而解嚴後，隨著社會的多元化和台灣本土意識的興起，關於皇民化運動，台灣史學者提出與中國國民黨政府不同的觀點，並重新檢視和評價。比如，學者林呈蓉認為「部份皇奉運動下的社會價值觀，即使在戰後仍以不同的語言、型態繼續被傳承下去，並逐漸內化成台灣精神內涵之一環。例如滅私奉公的社會『道義』、守望相助的『鄰保』精神、台灣社會『賢妻良母』之婦女的形象改造、公益優先的『義勇報國隊』之組成、拉近國民與國家距離之『徵兵制』的施行等，一些近代社會中所具有普世價值之言動，的確也給台灣社會民度的提升，帶來了正面效益。」至今史學界對此時期帶給台灣的正負面影響之爭論仍持續著，在討論上一定程度的敏感性，並依談論者立場不同而評價兩極。
部分台灣史研究學者指出，由於該運動之目標在將台灣本島人同化於日本，又因相較於同時期的中華民國已具有相當程度的現代化，加上戰後的中國國民黨政府對台灣進行高壓統治，二二八事件、戒嚴時期及白色恐怖時期，國民黨政府捕殺異議份子的殘酷手段不輸日本，及台籍「本省人」與自中國大陸來台的「外省人」之間國家認同和價值觀的落差，導致許多「本省人」在二次大戰後對日治時期產生相當程度的懷念。此心態不僅保留於許多老一輩台灣人心中，也相當程度地影響了戰後台灣對國家民族認同、臺灣主體性、族群意識觀念乃至臺灣獨立運動的興起，也被當成沒必要與中國統一的原因。復加上中華民國政府在國共內戰中敗退，台灣地位歸屬又受到冷戰影響而未能妥善處理，成為日後台灣內部國家認同及統獨問題對立衝突的遠因之一。
中央研究院臺灣史研究所研究员表示，日本於1937年侵略中國，為了防止台灣人的漢人意識的甦醒而導致「裏應外合」，高唱「內台如一」，即台灣人亦屬天皇臣民與日本内地人一樣平等，於是在大戰時高唱皇民化運動，希望台灣人改日本姓、說日本語、信神道、不得祭拜中國神明等，但實際只有很少的士紳改姓。因此，皇民化運動除了使用日語的政策較為成功外，其餘的成果相當有限，台灣人選擇被皇民化為日本人的士紳階級只有百分之一。

### 朝鮮半島
由於大部份朝鮮人對日治時期反感，日治時期結束後，日本推行的政策絕大部份被廢除，但仍有一些影響，例如自日治時期當地的日本總督府依照明治維新後的做法把端午節（同時為日本的兒童節）改為新曆5月5日。大韓民國建立後雖然恢復依照農曆過端午節，但依然把新曆的5月5日定為兒童節。而一些朝鮮原有的事物亦受到日本文化影響而在名稱和性質上有所改變，如妓生的教坊本稱妓房，日治時期起改稱料亭，「料亭」一名來自日本，是日本有藝妓陪侍的高級傳統料理餐廳，至今韓國這類有妓生陪侍的高級傳統料理餐廳仍然稱為料亭。

## 相關研究文獻
（依照作者姓氏英文拼音順序排列）
- 陳小波，1991，1937-1945年台灣皇民化運動論述，見陳孔立編，台灣研究十年，臺北：博遠出版有限公司。
- 陳映真，1998，台灣鄉土文學‧皇民文學的清理與批判。臺北：人間出版社。
- Ching, Leo T. S. 2001. Becoming "Japanese": Colonial Taiwan and the Politics of Identity Formation. Berkeley and Los Angeles: University of California Press.
- 周婉窈，1996，從比較的觀點看台灣與韓國的皇民化運動(1937-1945年)，見張炎憲、李筱峰、戴寶村編，台灣史論文精選(下)，頁161-201。臺北：玉山社。
- Chou, Wan-yao. 1991. The Kominka Movement: Taiwan under Wartime Japan, 1937-1945. Ph.D. diss., Yale University.
- Fix, Douglas Lane. 1993. Taiwanese Nationalism and Its Late Colonial Context. Ph.D. diss., The University of California, Berkeley.
- 何義麟，1986，皇民化政策之研究：日據時代末期日本對台灣之教育政策與教化運動。中國文化大學日研所碩士論文。
- 李文卿，2001，殖民地作家書寫策略研究：以皇民化運動時期《決戰台灣小說集》為中心。暨南國際大學中國語文學系碩士論文。
- 李文卿，2002，穿越皇民化運動時期的動員表象--<決戰臺灣小說集>編輯結構析探，《臺灣文學學報》3，2002.12，頁169-208。
- 李筱峰，2012，台灣史101問，臺北：玉山社。
- 林呈蓉，2010，《皇民化社會的時代》，台灣書局出版有限公司。
- 林瑞明，1996，騷動的靈魂：決戰時期的台灣作家與皇民文學，見張炎憲、李筱峰、戴寶村編，台灣史論文精選(下)，頁203-32。臺北：玉山社。
- 盧啟明，2012，皇民化運動時期臺灣基督長老教會信徒之身分認同(1937~1941) （页面存档备份，存于），《臺灣學研究》14，2012.12，頁147-170。
- 石婉舜，2008，〈「黑暗時期」顯影：「皇民化運動」下的台灣戲劇（1936.9-1940.11）〉 （页面存档备份，存于），《民俗曲藝》159，2008-3，頁7-81。
- 蔡錦堂，2007，再論「皇民化運動」 （页面存档备份，存于）。《淡江史學》18, 2007.09，頁227-245。
- 曾品滄，2011，困厄與新生：戰爭時期臺灣的酒樓與臺灣料理 （页面存档备份，存于）, 國立成功大學歷史學系
- 王景苡，2010，書寫「精神血液」——皇民化時期台灣小說的「民族」再現, 國立中興大學台灣文學研究所。
- 吳佩珍，2008，皇民化時期的語言政策與內台結婚問題──以真杉靜枝〈南方的語言〉為中心 （页面存档备份，存于）, 《台灣文學學報》12, 45-62。
- 楊建成，1995，台灣士紳皇民化個案研究：日治時期450位台灣士紳改換日本姓氏之個案統計分析。臺北縣板橋市：龍文。

## 外部連結
- 皇民化運動, 臺灣大百科全書
- 第四節 熱血澎湃的皇民時代, 淡江中學校史
- 參與地方政治與社會活動 （页面存档备份，存于）, 中央研究院臺灣史研究所
- 宮山豐源、廣田藤雄, 《內地式改姓名の仕方》, 昭和16年（1941）6月17日 （國史館臺灣文獻館）
- 太陽旗下‧美術課——日治時代台灣小公學校美術教課書數位典藏 （页面存档备份，存于）, 數位典藏與數位學習國家型科技計畫
- 周金波發表日文小說〈志願兵〉於《文藝臺灣》第2卷6號。, 國立台灣文學館
- 皇民路上的苦惱與認同──再讀陳火泉, 《台灣文學評論》九卷二期。